# Athlon Car Lease
Athlon Car Lease is een internationale leasemaatschappij met ruim 500 medewerkers in Nederland en ruim 120.000 leaseauto's. Het is onderdeel van Mercedes-Benz Mobility AG. Medio 2016 bereikte Rabobank een verkoopovereenkomst met Daimler Financial Services (vanaf 1 februari 2022 Mercedes-Benz Mobility AG genaamd) die Athlon Car Lease in zijn geheel overnam. Het hoofdkantoor is gevestigd in Almere.

## Activiteiten
Athlon telde medio 2016 ruim 500 medewerkers in Nederland en beheerde meer dan 120.000 leaseauto’s. Het bedrijf is actief in 20 Europese landen. Naast Nederland is het bedrijf internationaal actief met kantoren in Duitsland, België, Luxemburg, Frankrijk, Polen, Portugal, Spanje en Italië en in Engeland ook biedt Athlon Car Lease producten en diensten aan op het gebied van leasing en verhuur.

## Geschiedenis
In 2003 ontstaat Athlon Car Lease Nederland B.V. uit een fusie tussen Interleasing Nederland en Hiltermann Lease Service. De nieuwe leasemaatschappij heeft een wagenpark van 44.000 leaseauto’s. Daarna worden ook in Duitsland, Frankrijk, België en Luxemburg de verschillende leasemaatschappijen samengevoegd naar een leasemaatschappij met de naam Athlon Car Lease. 
In 2004 neemt Athlon Car Lease het resterende belang van 50% van Unilease over, waarna begin 2005 de daadwerkelijke fusie met Unilease B.V. plaatsvindt. Athlon Car Lease heeft vanaf dat moment een wagenpark van 70.000 leaseauto’s. Hiermee werd Athlon Car Lease meteen de grootste onafhankelijke autoleasemaatschappij van Nederland.
In 2006 wordt Athlon Car Lease overgenomen door De Lage Landen International (een 100% dochter van de Rabobank). 
In 2007 start de integratie tussen De Lage Landen Translease en Athlon Car Lease Nederland. De naam van de nieuwe autoleasemaatschappij blijft Athlon Car Lease Nederland B.V.. Verder heeft de nieuwe organisatie vestigingen in Alkmaar, Nieuwegein, Berkel en Rodenrijs en Eindhoven.
In juli 2016 verkoopt Rabobank leasedochter Athlon Car Lease voor 1,1 miljard euro aan Daimler Financial Services. De verkoopopbrengst wordt gebruikt om de financiële buffer van de bank te verbeteren. Daimler Financial Services is een grotere speler op de leasemarkt, met bijna 7000 medewerkers en ruim 3,7 miljoen voertuigen. De transactie zal voor eind 2016 worden afgerond.
Het ontstaan van Athlon Car Lease in vogelvlucht:
- 1916:	Oprichting Riva (Reparatie Inrichting Voor Automobielen)
- 1950:	Start leaseactiviteiten
- 1991:	Riva NV verandert haar naam in Athlon NV
- 1993:	Afstoting Riva Mega-dealers (Den Haag en Amsterdam)
- 1999:	Athlon NV neemt aandelen Hiltermann Lease Service over
- 2001:	Verkoop dealeractiviteiten (onder andere Ford, Volkswagen, Audi, Mercedes-Benz, BMW)
- 2003:	Athlon N.V. neemt Hiltermann Lease Service en Interleasing over en vormt Athlon Car Lease (wagenpark van 44.000 auto’s)
- 2003-2004: 	Internationalisering
- 2004:	Overname resterend 50%-belang in Unilease B.V.
- 2005:	Athlon Car Lease fuseert met Unilease B.V. onder de naam Athlon Car Lease (wagenpark van 70.000 auto's)
- 2006:	Overname Athlon Car Lease door De Lage Landen International (100% dochter van de Rabobank)
- 2006:	Athlon Car Lease verkoopt Care Schadeservice
- 2008:	Athlon Car Lease fuseert met De Lage Landen Translease onder de naam Athlon Car Lease (wagenpark van ruim 126.000 auto’s)
- 2010:	Prisma Car Lease (sinds 2005 onderdeel van Athlon Car Lease) zet haar activiteiten voort onder de naam Athlon Car Lease
- 2016:	 Verkoop aan Daimler Financial Services
- 2019:	 Daimler Financial Services gaat verder als Daimler Mobility AG[2]

## Dochterondernemingen
- Fleet Solutions